# Fundació Banc de Sang i Teixits de les Illes Balears
La Fundació Banc de Sang i Teixits de les Illes Balears, entitat sense ànim de lucre, és el centre sanitari de recepció de les donacions que es realitzen a les Balears (Banc de Sang, Banc de Teixits, Banc de Llet Materna) que ofereix els seus serveis als centres hospitalaris i clíniques de les illes.
Va néixer l'octubre de 1998 per acord del Govern Balear i sota el protectorat de la Conselleria de Sanitat i Consum. La creació d'un únic Banc de Sang per a les illes i del primer Banc de Teixits balear va suposar garantir la cobertura de les donacions necessàries per transfusions i trasplantaments amb un major nivell de qualitat per a tots els hospitals i clíniques.
El Banc de Sang és l'encarregat avui de planificar i promocionar totes les campanyes de donació de sang a les Illes, de processar i analitzar tota la sang obtinguda en les donacions altruistes i de distribuir els efectes rebuts entre els centres sanitaris segons les peticions diàries, a més de fer un seguiment de l'eficàcia de la transfusió en cada pacient.